# Filip Oktiabrski
Filip Serguéyevich Oktiabrski nacido Ivanov (en ruso: Филипп Серге́евич Октябрьский (Ивано́в); 11 de octubrejul./ 23 de octubre de 1899greg. – 8 de julio de 1969), fue un comandante naval soviético. Comenzó a prestar servicio en la Flota del Báltico en 1918. De 1925 a 1927 estudió en la Academia Naval de Leningrado. Como vicealmirante, recibió el mando de la Flota del Mar Negro en marzo de 1939 y dirigió sus acciones durante los sitios de Sebastopol (1941-1942) y Odesa (1941). Después de la guerra, se convirtió en Comandante en Jefe Adjunto de la Armada, comandante de todos los centros de pruebas navales y de 1957 a 1960 director de la Escuela Naval Superior del Mar Negro que lleva el nombre de «Almirante Pável Najimov» en Sebastopol.

## Biografía

### Infancia y juventud
Filip Ivanov nació el 23 de octubre de 1899 en la localidad rural de Lukshino, cerca de Tver en el Imperio ruso. En el seno de una familia campesina, fue fogonero y maquinista en un barco de vapor. En noviembre de 1918 ingresó como voluntario en la Flota del Báltico y al año siguiente, en 1919, se graduó en la escuela de maquinistas de la Flota del Báltico.
Durante la Guerra civil rusa, fue marinero-fogonero en los barcos auxiliares Aziliya, Secret, Ocean. Luego fue maquinista del buque torpedero Teniente Schmidt (antiguo Svirepy) de la clase Sokol de la Flotilla del Norte y en el acorazado Gangut de las Fuerzas Navales del Mar Báltico (MSBM). Después de completar un curso de ocho meses en la Universidad Comunista de Petrogrado en julio de 1922, trabajó en el departamento naval de la Dirección Política del Ejército Rojo, luego trabajó como jefe del departamento de propaganda de la Flotilla del Norte en Arcángel y a partir de mayo de 1928, como jefe de guardia. En el mismo año se graduó de cursos paralelos en la Escuela Naval Superior Frunze (hoy en día llamado Instituto Naval de San Petersburgo).
Desde septiembre de 1928 sirvió en el destacamento de torpederos de la Flota del Báltico, primero como comandante de un torpedero, luego de un grupo, y en noviembre de 1930, de una división, en enero de 1931, fue nonbrado comandante de un destacamento de torpederos. En junio de 1932 fue nombrado comandante de un destacamento de lanchas torpederas de las Fuerzas Navales del Lejano Oriente, luego desde octubre de 1933 fue comandante y comisario militar de una brigada de lanchas torpederas de la Flota del Pacífico. En noviembre de 1935 se le concedió el grado de capitán de 1er rango (capitán de navío). En febrero de 1938, fue nombrado comandante de la Flotilla del Amur, al frente de la cual participó en combate contra los japoneses en la batalla del lago Jasán. En marzo de 1939, fue nombrado comandante de la Flota del Mar Negro (BSF).

### Segunda Guerra Mundial

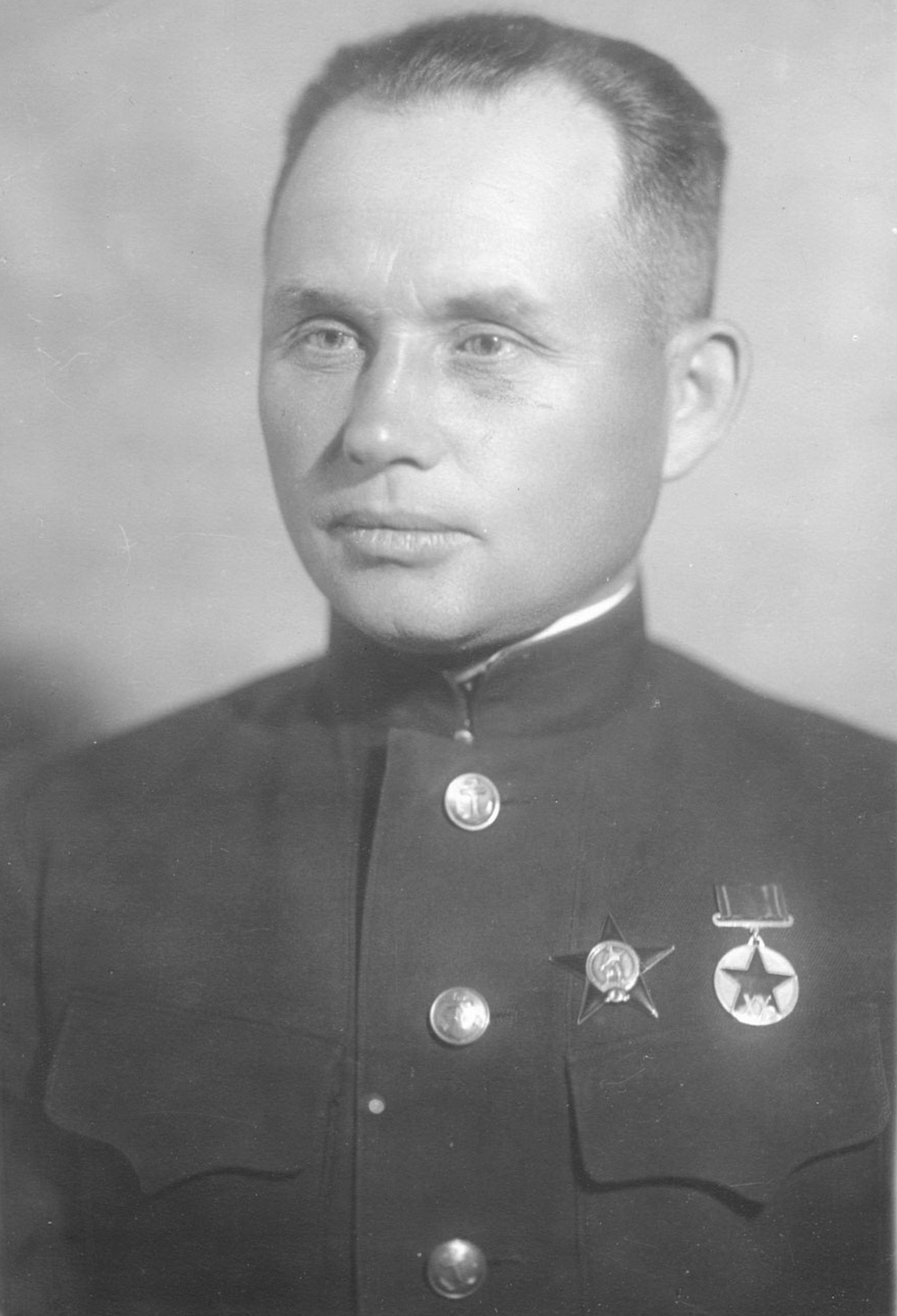
Contralmirante Filip Oktiabrski en una foto de 1941

Al inicio de la invasión alemana de la Unión Soviética, se encontraba al mando de la Flota del Mar Negro. Inmediatamente ordenó la colocación de minas en los alrededores de la base principal de la flota en Sebastopol para frustrar el intento alemán de bloquear los buques de la flota. Dirigió las acciones de la flota contra las instalaciones de almacenamiento de petróleo en Constanza (véase incursión en Constanza), los bombardeos de la aviación de la flota en los campos petrolíferos de Ploiesti en Rumania, y organizó la defensa de la ciudad portuaria de Odesa.
Las tropas del Eje esperaban que la batalla de Odesa fuera un rápido ataque, que sin embargo se convirtió en un largo asedio que duró dos meses y medio y después de cuatro fallidas ofensivas de las tropas rumanas, las tropas soviéticas evacuaron el puerto. La invasión de las península de Crimea por parte del 11.º Ejército alemán, al mando del general Erich von Manstein, hacía insostenible la defensa de Odesa, por lo que el Alto Mando soviético ordenó la retirada al puerto de Sebastopol, retirada que fue organizada y llevada a cabo por Oktyabrsky, la operación se realizó de forma ordenada y con pocas bajas.
A partir de noviembre de 1941, fue nombrado comandante de la región defensiva de Sebastopol. Con la misión de organizar la defensa terrestre, marítima y aérea de la ciudad, dirigió las acciones de las tropas y las fuerzas de la flota, que defendieron Sebastopol durante 250 días. Participó en la planificación y en la realización de la Batalla de la península de Kerch (diciembre de 1941 - enero de 1942), un fallido intento de levantar el Sitio de Sebastopol y liberar toda la península de Crimea mediante un ambicioso desembarco anfibio en los alrededores de Feodosia. En abril de 1943, fue relevado de su cargo y enviado al Comisariado del Pueblo de la Marina.
En junio de 1943, fue enviado como comandante a la flotilla del Amur. En marzo de 1944, fue nuevamente nombrado comandante de la Flota del Mar Negro, y en abril del mismo año se le otorgó el rango de almirante. Entre abril y mayo, la Flota del Mar Negro, proporcionó apoyo de fuego naval a las fuerzas terrestres en la operación ofensiva de Crimea cubriendo los flancos costeros e interrumpiendo las comunicaciones marítimas enemigas entre Crimea y los puertos de Rumania y Bulgaria. La aviación y los barcos de la Flota del Mar Negro, atacaron los buques rumanos y alemanes hundiendo unos 102 y más de 60 sufrieron daños graves. posteriormente apoyó a las tropas del Ejército Rojo durante la ofensiva de Odesa y durante la Segunda Ofensiva de Jassy-Kishinev, durante dichas operaciones las fuerzas de la flota apoyaron a las tropas del Tercer Frente Ucraniano en la dirección costera con fuego de artillería naval, atacaron las bases navales y las comunicaciones en el mar del enemigo.

### Posguerra
Después de la guerra, el almirante Oktiabrski continuó al mando de la Flota del Mar Negro. En abril de 1948, fue nombrado primer comandante en jefe adjunto de la Armada, en enero de 1951 estuvo de licencia de un año debido a una enfermedad. En abril de 1952, se incorporó nuevamente al servicio y fue asignado como Jefe a la Dirección de Campos de Ensayo e Investigación Naval. En diciembre de 1954, se retiró por enfermedad, aunque en mayo de 1957, fue asignado nuevamente al servicio militar y nombrado director de la Escuela Naval Superior del Mar Negro que lleva el nombre de «Almirante Pável Najimov» en Sebastopol.
En 1958, recibió el título de Héroe de la Unión Soviética «por su hábil liderazgo de la flota y por su coraje, valentía y heroísmo en la lucha contra los invasores nazis durante la Gran Guerra Patria». A partir de junio de 1960, estuvo a disposición del Comandante en Jefe de la Armada, hasta septiembre, en que fue nombrado inspector-asesor del Grupo de Inspectores Generales del Ministerio de Defensa de la URSS.
Después de su retiro de la Armada, vivió en Sebastopol hasta su muerte el 8 de julio de 1968. Fue enterrado en el cementerio de los comuneros.

## Promociones

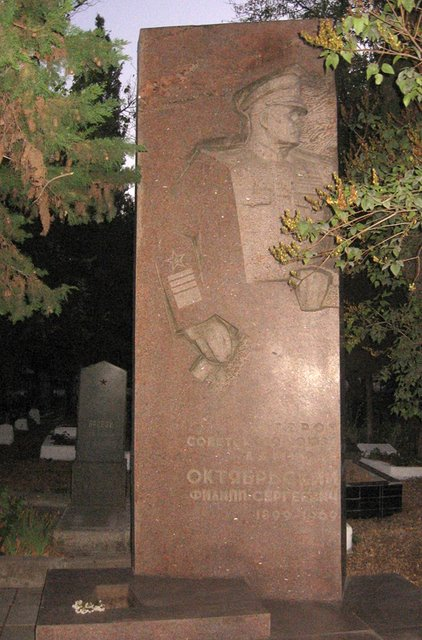
Tumba del almirante Filip Oktiabrski en el Cementerio de los Comuneros en Sebastopol.

- Capitán de primer rango (28 de noviembre de 1935)
- Oficial de segundo rango (14 de febrero de 1938)
- Oficial de primer rango (3 de abril de 1939)
- Contralmirante (4 de junio de 1940)
- Vicealmirante (21 de mayo de 1941)
- Almirante (10 de abril de 1944)

## Condecoraciones
- Héroe de la Unión Soviética
- Orden de Lenin, tres veces.
- Orden de la Bandera Roja, tres veces
- Orden de Ushakov de 1.er grado, dos veces
- Orden de Najímov de 1.er grado
- Orden de Suvórov de 2.do grado
- Orden de la Estrella Roja
- Medalla por la Defensa de Odesa
- Medalla por la Defensa de Sebastopol
- Medalla por la Defensa del Cáucaso
- Medalla por la Victoria sobre Alemania en la Gran Guerra Patria 1941-1945
- Medalla Conmemorativa del 20.º Aniversario de la Victoria en la Gran Guerra Patria de 1941-1945
- Medalla del 20.º Aniversario del Ejército Rojo de Obreros y Campesinos
- Medalla del 30.º Aniversario de las Fuerzas Armadas de la URSS
- Medalla del 40.º Aniversario de las Fuerzas Armadas de la URSS
- Medalla del 50.º Aniversario de las Fuerzas Armadas de la URSS
- Comandante de la Legión al Mérito (Estados Unidos)
- Orden del 9 de septiembre de 1944 (Bulgaria)